# 倉野家的雙子事情
《倉野家的雙子事情》是CUFFS公司的旗下品牌CUBE在2012年11月30日發售的戀愛冒險類型成人遊戲。DMM.com於2013年7月5日獨家販售DL版。

## 故事
經營咖啡館「蘋果派」的倉野家是由3對雙胞胎和父母同住的8人大家庭，有天父母因為店內問題而開始吵架，最後母親提議離婚並且決意要帶走和哉。但在姊妹們爭相提出和和哉一起帶走的要求下，母親提出只能在帶走一位而那位是由和哉來決定的條件。正當父母各自做準備而離開家的時候，姊妹們的和哉爭奪戰也開始展開。

## 角色

### 主要角色
倉野和哉
本作男主角。倉野家的長子，乙賀屋學園二年A組學生。擔任蘋果派的服務生和廚房工作。
倉野泉美（聲優：松田理沙 ）
生日：4月25日（牡羊座）　身高：160cm　三圍：B90（E）/W57/H88
倉野家的長女。乙賀屋學園三年級學生和學生會的會長。擔任蘋果派的服務生和會計。
倉野美琴
生日：4月25日（牡羊座）　身高：164cm　三圍：B83（B）/W51/H80
倉野家的次女。乙賀屋學園三年級學生。擔任蘋果派的服務生。
倉野智花（聲優：星咲伊里亞）
生日：6月12日（雙子座）　身高：156cm　三圍：B86（C）/W54/H85
倉野家的三女，和哉的雙胞胎姊姊和同學，家政部的部員。擔任蘋果派的服務生。
倉野彌惠（聲優：遠野そよぎ ）
生日：12月13日（射手座）　身高：148cm　三圍：B88（D）/W53/H84
倉野家的四女。乙賀屋學園一年級學生。
倉野繪麻（聲優：遥空）
生日：12月13日（射手座）　身高：147cm　三圍：B78（A）/W50/H76
倉野家的五女。乙賀屋學園一年級學生。

### 其他角色
岡野静子
生日：10月31日（天蠍座）　身高：162cm　三圍：B92（F）/W60/H88
和哉的班級老師和學生會的顧問。
倉野佐枝
生日：7月1日（巨蟹座）　身高：158cm　三圍：B86（D）/W56/H86
和哉的母親。蘋果派的副店長。
倉野武藏
和哉的父親。蘋果派的店長。
高崎十兵衛
和哉的青梅竹馬和同學。

## 工作人員
- 企劃/原案：、[12]
- 原畫/角色設計：
- SD原畫：
- 劇本：雙葉亮一、夜村卓
- 音樂：Peak A Soul+
- 影片：菱野優希、yo-yu
- 監製：佐倉直人

## 主題歌
OP「絶対Darli'n」
作曲/編曲：ANZIE　作詞/歌：Duca
ED
作曲/編曲：ANZIE　作詞/歌：Duca

## 評價
2013年獲得萌系遊戲大賞的エロス系作品賞PINK金賞。

## 外部連結
- CUFFS （页面存档备份，存于）（日語）